# Reinsehlen

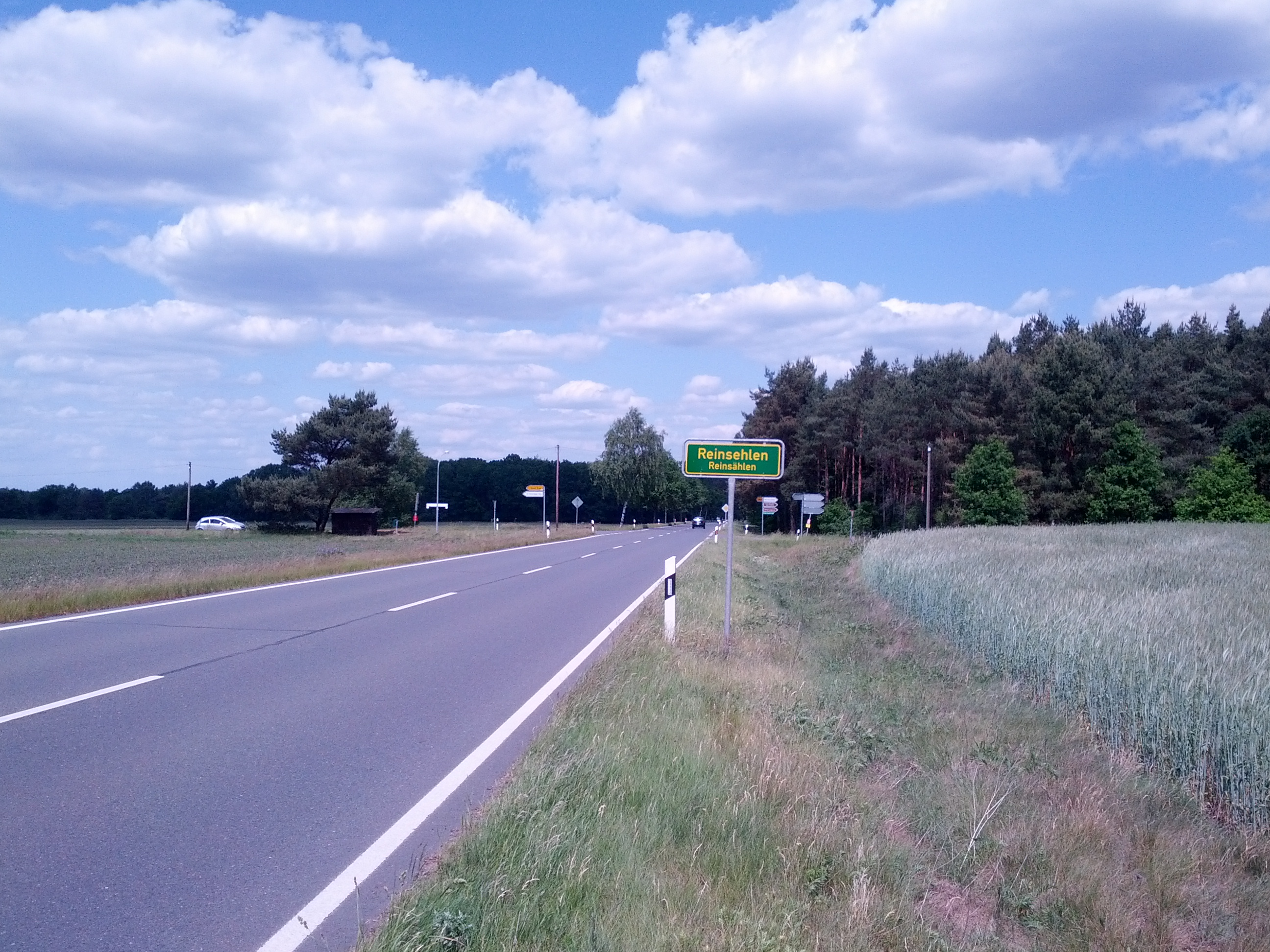
Ortsschild von Reinsehlen

Reinsehlen ist ein kleiner Ort im Landkreis Heidekreis in Niedersachsen. Der Ort ist Teil der Stadt Schneverdingen und ist dem Ortsteil Insel zugehörig. Reinsehlen liegt etwa 5 km nördlich des Stadtzentrums und ist über die L171 mit ihm verbunden.

## Geschichte

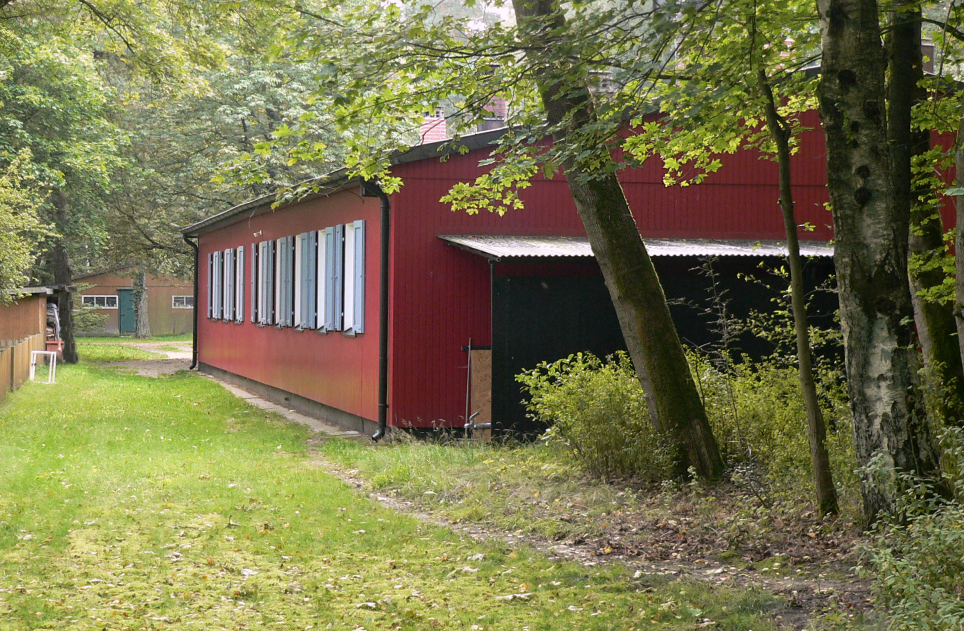
Heute als Wohngebäude genutzte Baracken des Camps Reinsehlen

In Reinsehlen entstand 1938 ein Flugplatz der Wehrmacht, der nach Kriegsende als Flüchtlingslager und später von Truppen der Britischen Rheinarmee unter der Bezeichnung Camp Reinsehlen als Basislager für Panzerübungen in der Lüneburger Heide genutzt wurde. Das Camp ist heute ein Naturschutzgebiet. 1998 besuchte der Dalai Lama die große Freifläche. Heute befinden sich auf dem Gebiet die Alfred Toepfer Akademie für Naturschutz und ein moderner Hotelkomplex. Außerdem dient die Fläche als Raum für zeitgenössische Kunst.

## Kultur und Sehenswürdigkeiten
In Reinsehlen befinden sich ein Hochseilgarten und des Segelfluggelände Höpen.
Auf dem weitläufigen, ehemals militärisch genutzten Geländes des Camp Reinsehlen der britischen und kanadischen Besatzungsmächte befindet sich der 2009 errichtete Kunstparcours Camp Reinsehlen mit 13 Exponaten des dänischen Künstlers Jeppe Hein.

## Persönlichkeiten
- Bruno Georges (1892–1968), Hamburger Polizeipräsident, starb in Reinsehlen
- Jörg-Werner Schmidt (1941–2010), Maler und Installationskünstler, unterhielt ein Atelier im Camp Reinsehlen
- Lisa Wilcox (* 1966), US-amerikanische Dressurreiterin, arbeitete auf dem Gestüt Reinsehlen